# Nyköpings län
För det länet som fanns efter 1634, se Södermanlands län. För det historiska danska länet, se Nykøbing Len.

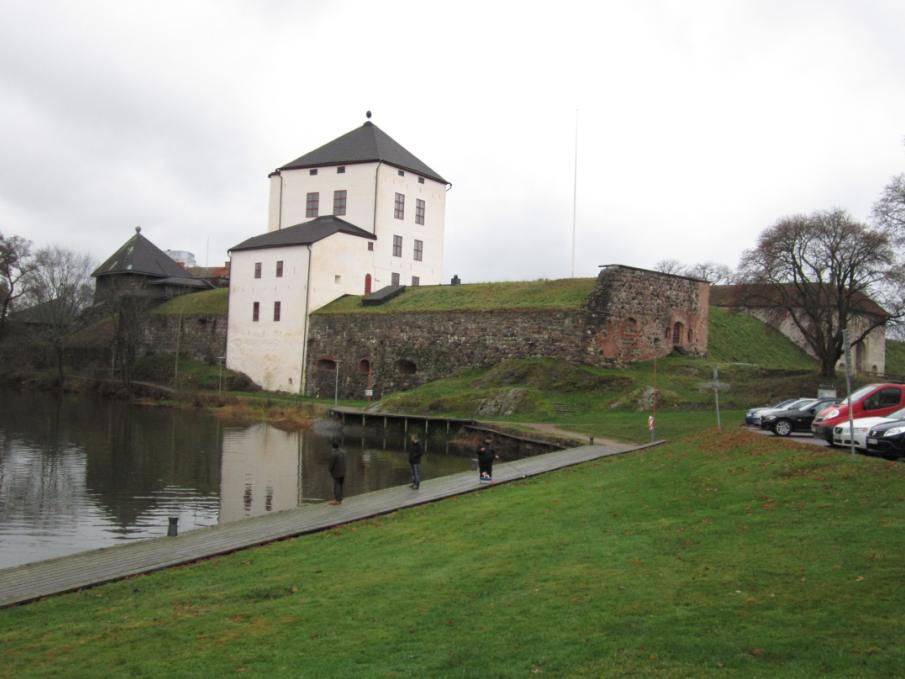
Nyköpingshus

Nyköpings län var ett slottslän i landskapet Södermanland. Det fanns sedan tiden då Sverige ingick i Kalmarunionen på 1300-talet. Länets funktion förändrades under Vasatiden och upphörde med länsrefomen 1634 då Södermanlands län bildades. Länets administrativa centrum  var Nyköping.
Länet omfattade ursprungligen häradena Oppunda, Jönåker, Rönö samt i äldre tid Daga härad vilken senast 1527 övergått till Gripsholms län. Med länsrefomen 1634 fördes Gripsholms län och Eskilstunahus län samman med Nyköpings län.
Under Vasatiden blev slottslänen mer centralstyrda och fick mer karaktären av fögderier och flera nya fögderier bildades inom de tidigare slottslänen. 1556 bildades i detta län fyra fögderier där slottsfogden primärt fick ansvar för slottet och dess närmaste område. De andra tre fögderierna inom länet var: Jönåker och Rönö 1556-1630, Oppunda 1557-1630 samt gårdsfogden vid Julita gård 1556-1629.
Fögderiet (länet) upphörde sedan när Södermanlands län bildades 1634, vilket sedan fram till 1850-talet även benämndes med detta namn.

## Ståthållare
- 1626–1631 Holger von Scheiding